# عصای چاوش

عصای چاوش هرمس

عصای چاوش هرمس عصایی است که از دو مار در هم تنیده تشکیل شده‌است. این نماد باستانی برای قرن‌ها نمایانگر علوم سری بوده‌است. 
هرمس را چوبدستی یا عصایی است (که در روایتی از طلا و آن را از آپولو به پاداش می‌گیرد. در بالای این عصا دو بال و دو مار به هم پیچیده در دو جانب عصا قرار دارند) و افسون‌های خود را به یاری این عصا جاری می‌سازد. این عصا در کارهای مختلف هرمس و از آن شمار در سایکوپومپوس با راهنمای ارواح به جهان زیرین کاربرد دارد. هرمس پیامبر زئوس و خدایان و در این کار عصای رسالت را در دست دارد.
مهرهای استوانه‌ای‌شکل متعلق به اواخر هزارهٔ چهارم پیش از میلاد، یک جفت مار به‌هم‌پیچیده را نشان میدهد که در ظاهر دلالت بر جفت‌گیری دارد. این تصویر ظاهراً بدین مفهوم است که این مخلوقات اساساً زمینی و یک منبع خدایی مسئول باروری زمین بودند. این نشانه در هندوستان و اندونزی، بخشی از آثار هنری هندویی و بودایی را تشکیل می‌دهد. در غرب، نشان اسکلاپیوس، خدای شفابخش و بعداً نماد علم پزشکی شد. در میان جانورانی که سهمی مهم در دین یونانیان داشتهاند، ماران دارای نقشی برجسته بودند. یونانیان مانند بسیاری از اقوام دیگر، مارها را تجسم ارواح مردگان به ویژه نیاکان قهرمان قبیله یا خانواده می‌شمردند. پوست‌اندازی ماران نشان تولد مجدد و جاودانگی آن‌ها بود.